# Rosa Victoria
Die Rosa Victoria  ist ein Ausflugsschiff der Chervona Ruta Cruise Company in Kiew. Das Schiff wird bei Rundfahrten auf dem Dnepr in Kiew eingesetzt.

## Geschichte
Das Schiff wurde 1987 für die Köln-Düsseldorfer unter der Baunummer 396 in der Meidericher Schiffswerft in Duisburg gebaut und auf den Namen Rüdesheim getauft. Es ist baugleich mit der Drachenfels. Es war vorwiegend im Plandienst zwischen Koblenz und der namensgebenden Stadt Rüdesheim eingesetzt. Im Jahr 2003 wurde es an den Radreiseveranstalter Donau Touristik verkauft und auf den Namen Kaiserin Elisabeth umbenannt. Es wurde dann in der Hauptsaison zu Dreitagesfahrten auf der Donau zwischen Wien und Passau und in den Wintermonaten für Abend- und Erlebnisfahrten in Wien eingesetzt. 2010 übernahm die ukrainische Chervona Ruta Cruise Company das Schiff und benannte es Rosa Victoria. Sie setzt es seitdem bei Rundfahrten auf dem Dnepr ein.

## Ausstattung und Technik
Die Rosa Victoria ist ein Dreideck-Fahrgastschiff mit zwei Salons in geschlossenen Decks. Diese sind klimatisiert und zum Bug hin mit großen Fenstern ausgestattet. Das Schiff wird von zwei Caterpillar-Dieselmotoren à 530 kW über zwei Schottel-Ruderpropeller angetrieben. Das Bugstrahlruder verfügt über einen 80 kW starken Deutz-Antrieb. Das Schiff ist 69 m lang und 8,80 m breit, der Tiefgang wird mit maximal 1,42 m angegeben.

## Beinahe-Unfall
Ende Dezember 2008 gab es für 30 Sekunden Ausfälle des Autopiloten und der Steuerung, verbunden mit dem Einsetzen der Notbeleuchtung. Um mögliche Gefahren bei eventuellem weiteren Ausfall zu vermeiden, setzte der Kapitän das Schiff an Land. Personen kamen nicht zu Schaden, nur im Schiff wurde heruntergefallenes Geschirr beschädigt. Ursache war ein von einer Batterie verursachter Kurzschluss, die auch den Hauptcomputer mit Energie versorgt. Nach Reparatur des Defekts in der Werft in Linz wurde das Schiff noch vor Silvester 2008 wieder in Betrieb gesetzt.